# 林季瑩
林季瑩（英語：Patty、1980年10月15日—），出生於台灣雲林縣，臺灣新聞主播，現任東森新聞台《東森午安新聞》主播。

## 經歷
- 東森新聞台娛樂組記者、兼任主播、氣象主播、專任主播、《東森夜貓子新聞》主播、《大娛樂家》主持人、製作人、《東森假日午安新聞》主播、《銅板美食呷透透》主持人。
- 中天新聞台工讀生、助理編輯、地方組記者、生活組記者。

## 主持作品
| 時間                        | 頻道       | 節目                 | 備註           |
| 時間待查-2020年7月25日      | 東森新聞台 | 《東森夜貓子新聞》   | 主播           |
| 時間待查                    | 東森新聞台 | 《大娛樂家》         | 主持人、製作人 |
| 2020年7月25日-2022年7月3日  | 東森新聞台 | 《東森假日午安新聞》 | 主播           |
| 2022年7月7日－至今          | 東森新聞台 | 《東森午安新聞》     | 主播           |
| 2022年7月7日－至今          | 東森新聞台 | 《東森整點新聞》     | 主播           |
| 2023年2月4日－2024年2月17日 | 東森新聞台 | 《銅板美食吃透透》   | 主持人         |

## 公益活動
- 東森超視 五花八門金銀島 2013名人聯合公益
- 2018東森傳愛 聽見愛的聲音
- 2021GoodDay有愛大聲唱 擁抱好日子公益演唱會

## 外部連結
- 東森新聞主播 林季瑩的Facebook專頁
- Patty 林季瑩的Instagram帳戶